# روبرتو فرانكو
روبرتو فرانكو (بالإيطالية: Roberto Franco)‏ (و. 1964  م) هو رياضي، ومتزحلق حر إيطالي، ولد في بييلا، شارك في FIS Freestyle World Ski Championships 1991 ‏.

## روابط خارجية
- روبرتو فرانكو على موقع الاتحاد الدولي للتزلج (التزلج الحر) (الإنجليزية)
- روبرتو فرانكو على موقع اللجنة الأولمبية الدولية (الإنجليزية)
- روبرتو فرانكو على موقع أوليمبيديا (الإنجليزية)